# Marieke Koekkoek
Marieke Koekkoek (Amsterdam, 26 febbraio 1989) è una politica olandese, membro di Volt Paesi Bassi.

## Biografia
Koekkoek è nata nel 1989 nella capitale dei Paesi Bassi, Amsterdam. Dopo aver trascorso un anno sabbatico in Australia e in Europa, ha iniziato a studiare legge olandese all'Università di Utrecht nel 2008. Dopo la laurea nel 2011, Koekkoek ha studiato un anno all'Università di Amsterdam e un altro anno all'Università di Barcellona, ottenendo un master rispettivamente in diritto del commercio internazionale e degli investimenti e in diritto e politica economica internazionale. 
Nel 2018 Koekkoek si iscrive al partito politico Volt Paesi Bassi, lasciando Democratici 66. 
Nel giugno del 2020, Koekkoek è stata scelta come candidata per le elezioni legislative olandesi dell'anno successivo, riuscendo a farsi eleggere grazie alle preferenze personali.